# 1114 هـ
1114 هـ هي سنة في التقويم الهجري امتدت مقابلةً في التقويم الميلادي بين سنتي 1702 و1703.

## مواليد
- شاه ولي الله الدهلوي
- محمد بن أحمد السفاريني